# Heteropelma megarthrum
Heteropelma megarthrum är en stekelart som först beskrevs av Julius Theodor Christian Ratzeburg 1848.  Heteropelma megarthrum ingår i släktet Heteropelma och familjen brokparasitsteklar. Arten är reproducerande i Sverige. Inga underarter finns listade i Catalogue of Life.